# Furia (groupe polonais)
Pour les articles homonymes, voir Furia.

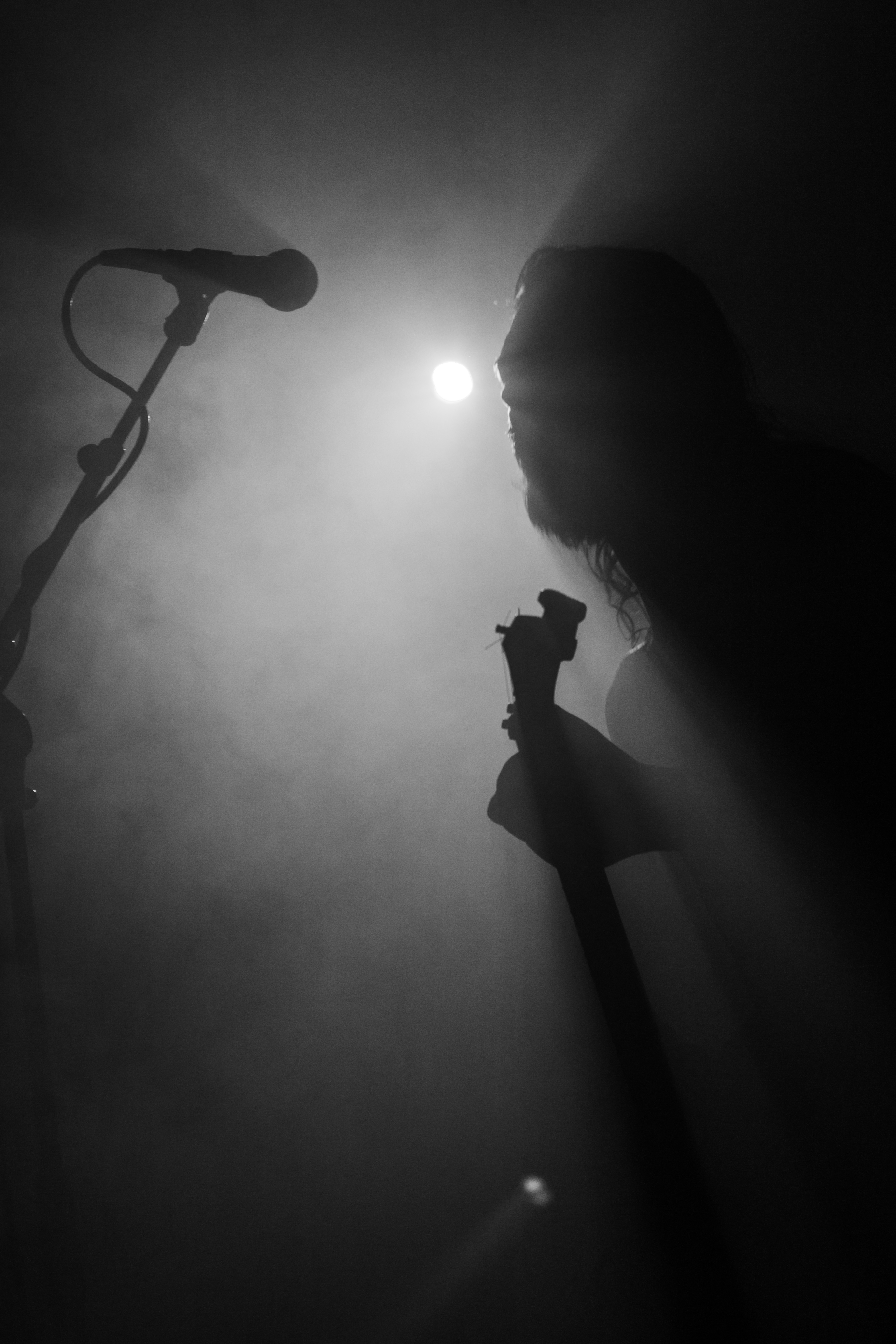
Furia (groupe polonais)

Furia est un groupe de black metal polonais formé en 2003 à Katowice par le guitariste et chanteur Michał « Nihil » Kuźniak. Le groupe se compose également du bassiste Kamil « Sars » Staszałek, du guitariste Artur « A » Rumiński et du batteur Grzegorz « Namtar » Kantor. Les membres de la formation constituent également l'ensemble du groupe MasseMord.

## Membres

### Membres actuels
- Michał « Nihil » Kuźniak - chant, samples, guitare (depuis 2003)
- Artur Rumiński – guitare électrique (depuis 2013)
- Kamil « Sars » Staszałek - guitare basse (depuis 2003)
- Grzegorz « Namtar » Kantor – batterie (depuis 2003)

### Anciens membres
- Przemysław « Voldtekt » Muchowski – guitare (2003 - 2013)

## Discographie
| - Martwa polska jesień (2007, Death Solution Productions) - Grudzień za grudniem (2009, Pagan Records) - Marzannie, Królowej Polski (2012, Pagan Records WMfono) - Nocel (2014, Pagan Records) - Księżyc milczy luty (2016, Pagan Records) - W śnialni (2021, Pagan Records) - Huta Luna (2023, Pagan Records) | - Płoń (2009, Pagan Records WMfono) - Huta Laura / Katowice / Królewska Huta (2010, Pagan Records) - Halny (2010, Pagan Records, WMfono) - W melacholii (2013, Pagan Records) - Guido (2016, Pagan Records) | - I Spokój (2004, wydanie własne) - I Krzyk (2005, wydanie własne) |